# Nilus lanceolatus
Nilus lanceolatus är en spindelart som beskrevs av Simon 1898. Nilus lanceolatus ingår i släktet Nilus och familjen vårdnätsspindlar.
Artens utbredningsområde är Vietnam. Inga underarter finns listade i Catalogue of Life.